# Даровка (приток Ветлуги)
Даровка — река в России, протекает в Свечинском районе Кировской области. Устье реки находится в 840 км по левому берегу реки Ветлуга. Длина реки составляет 22 км, площадь водосборного бассейна 109 км².
Исток реки в болотах у деревни Политенки на границе с Шабалинским районом в 24 км к северо-западу от посёлка Свеча. Река течёт на северо-восток, на ней стоят деревни Лаптенки и Даровка. Впадает в Ветлугу в селе Круглыжи.

## Данные водного реестра
По данным государственного водного реестра России относится к Верхневолжскому бассейновому округу, водохозяйственный участок реки — Ветлуга от истока до города Ветлуга, речной подбассейн реки — Волга от впадения Оки до Куйбышевского водохранилища (без бассейна Суры). Речной бассейн реки — (Верхняя) Волга до Куйбышевского водохранилища (без бассейна Оки).
Код объекта в государственном водном реестре — 08010400112110000040588.